# Yxhultsbolagets gamla huvudkontor

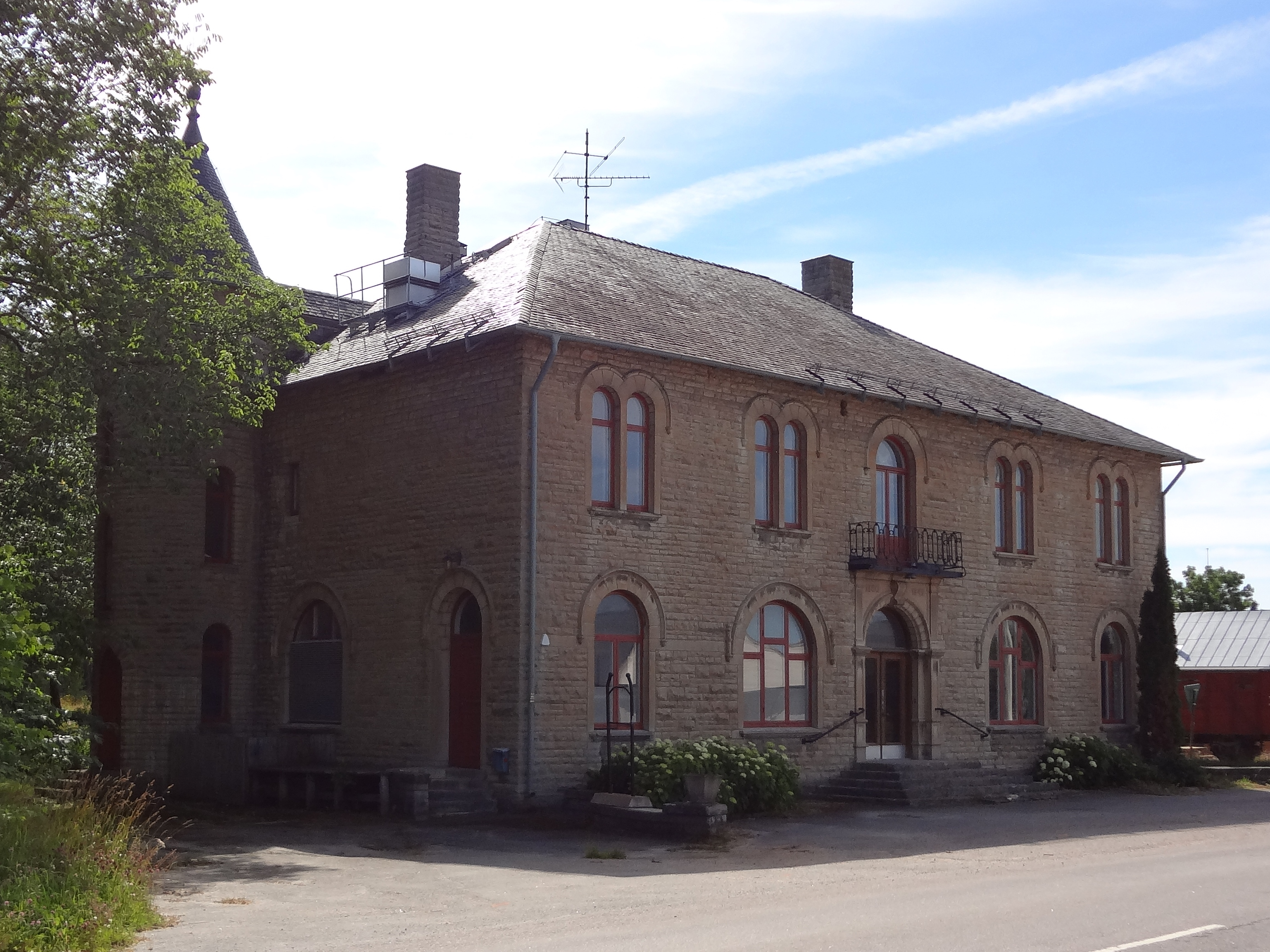
Fasad mot framsidan

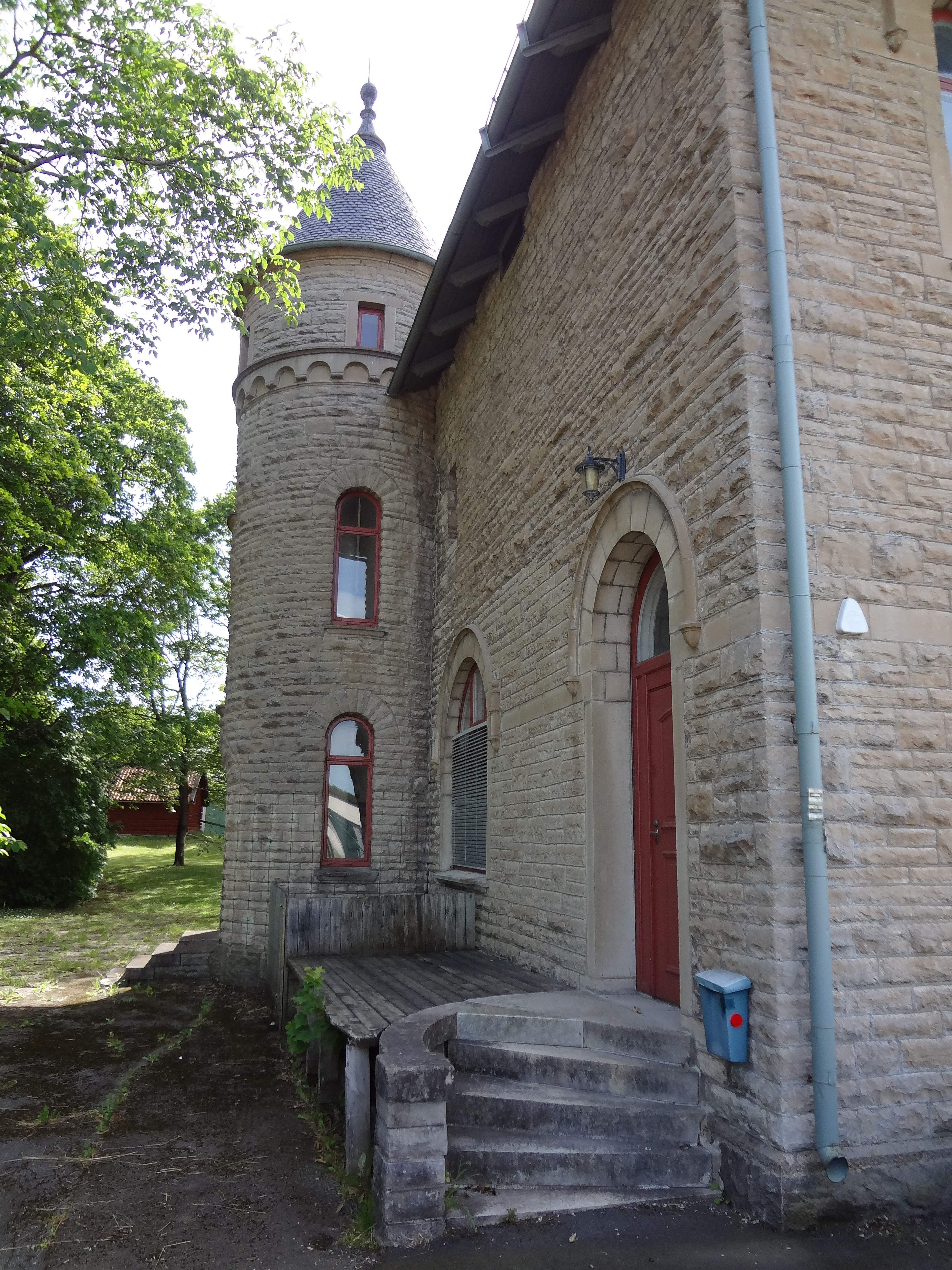
Östra gaveln

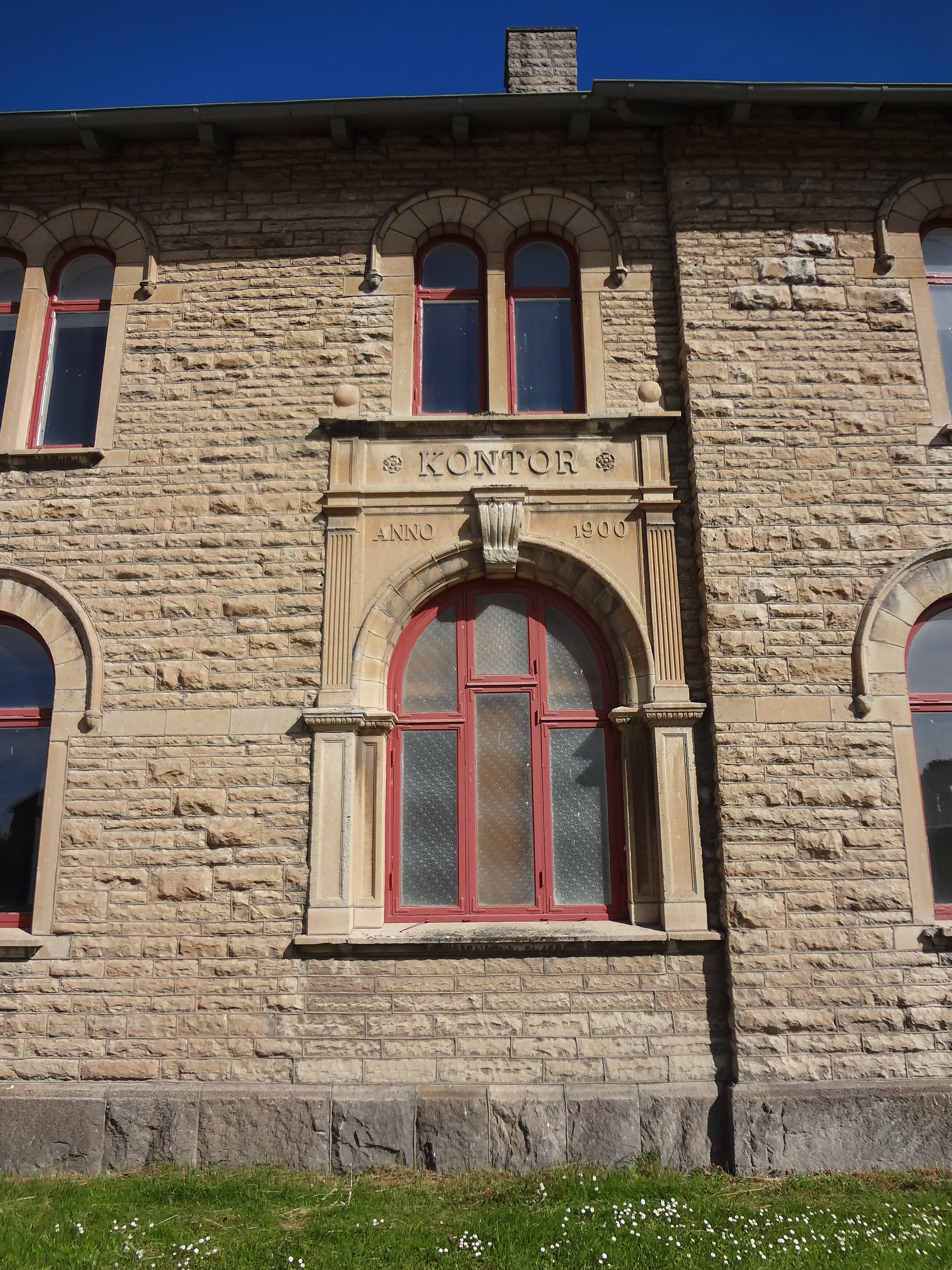
Västra gaveln

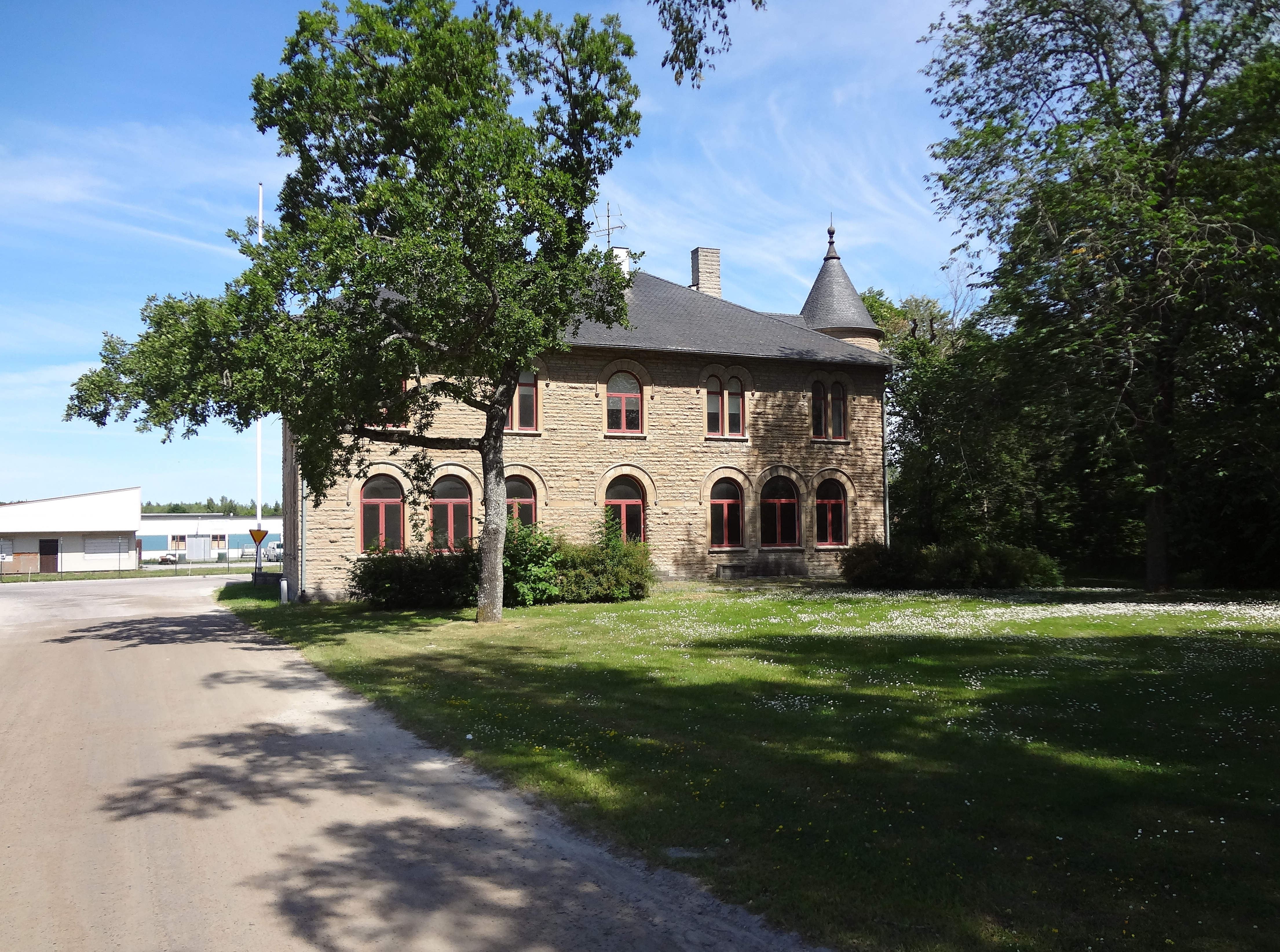
Fasad mot baksidan

Yxhultsbolagets gamla huvudkontor, Trilobiten, i Hällabrottet i Kumla kommun byggdes 1900 som huvudkontor för Yxhults Stenhuggeri AB i och med ett växande behov av lokaler för administration. Byggnaden byggdes om från slutet av 1950-talet fram till början av 1960-talet. 
Trilobiten bedöms av Riksantikvarieämbetet ha ett högt kulturhistoriskt värde. Byggnaden är Yxhultbolagets första kontorsbyggnad uppförd i yxhultkalksten, vilken är intimt sammankopplat med bolagets tidiga verksamhet. Byggnaden har höga arkitektoniska värden såväl interiört som exteriört med lokala material som kalksten och marmor.   

## Historik
Ursprungligen användes byggnaden som huvudkontor för Yxhultsbolaget fram till 1955 då det nya huvudkontoret stod klart. Från 1963 används byggnaden som tjänstemannamäss och brukshotell. I byggnadens östra del inrymdes även en brukshandel, senare privat handelsbod och slutligen en Konsumbutik (fram till 1940 då Konsum flyttade till nybyggda lokaler invid Stenhyvleribyggnaden). 
I och med att Konsum flyttade från Trilobiten byggdes den om och entrén flyttades från den västra gaveln till den norra fasaden 1942. Det ursprungliga dörrpartiet flyttades med till den nya placeringen och kvar på den västra fasaden finns inskriptionen ”KONTOR” vid entréns ursprungliga placering. Från början hade byggnaden ett plåttak med takkupor. Senare år har byggnaden använts som värdshus och restaurang.  

## Exteriör
Exteriört är byggnaden uppförd i två våningar med en stomme av tegel. Tidstypiskt nationalromantiskt formspråk med fasad av handhuggna kvaderstenar i yxhultkalksten. Fönster- och dörröppningar är rundbågiga med släthuggna partier. Rödmålade fönsterbågar med tvärposter och T-poster. Dörrpartiet med ett klassicerande formspråk med pilastrar i släthuggen kalksten flyttades med till den nya placeringen. På den östra fasaden finns en tornbyggnad. Mansardtaket samt tornhuven är klädda med skiffer. Skorstenar i kalksten.

## Interiör
Interiört finns fina detaljer och exklusiva inhemska material som marmor – såväl Ekebergs marmor och Kolmårdsmarmor. I entrépartiet finns Yxhults logga i marmorgolvet, kolonner och en bröstning i marmor.